# Bodhi (skulptur)

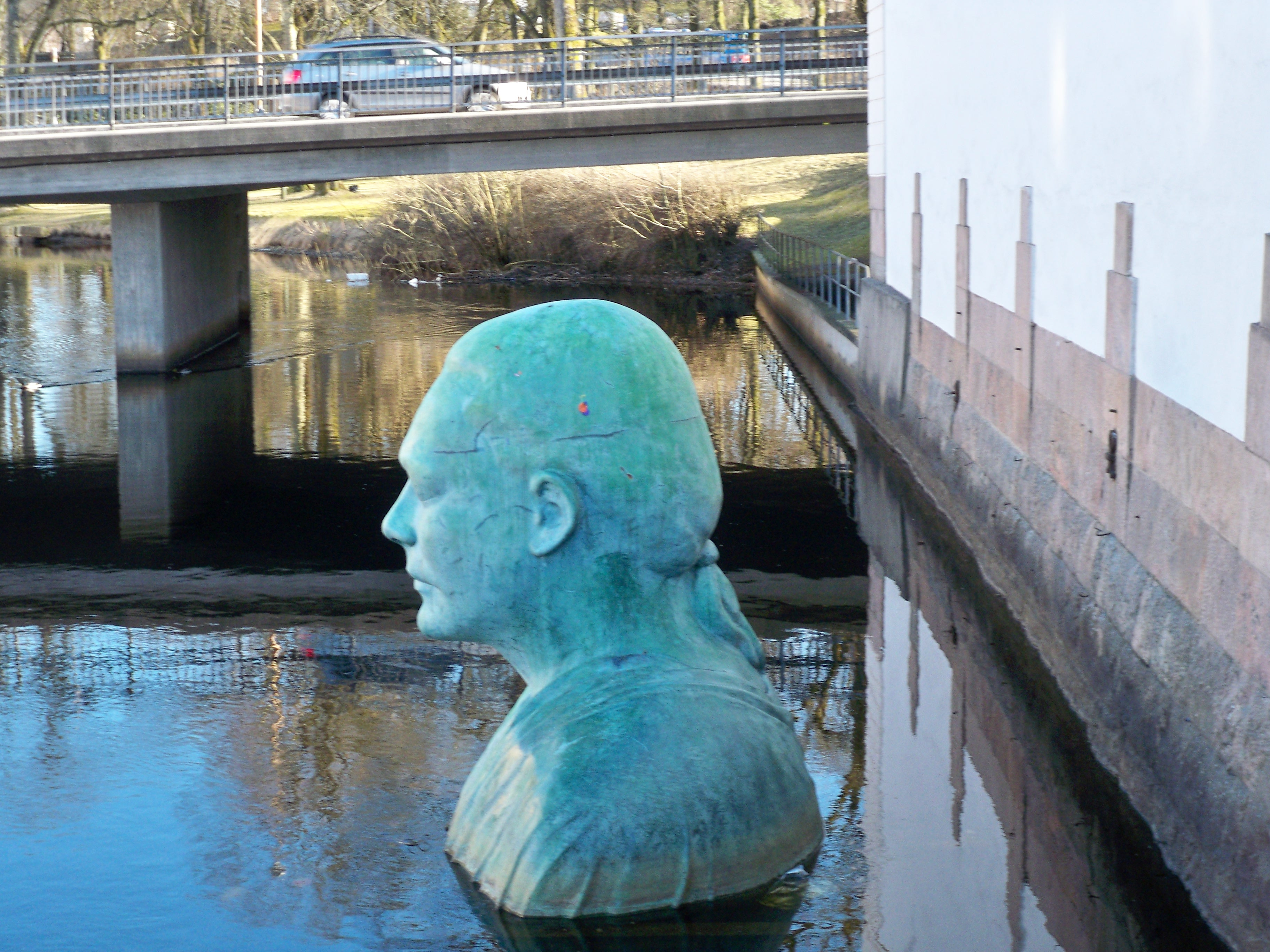
Bodhi (2004) i Viskan, Borås.

Bodhi är en utomhusskulptur av Fredrik Wretman, installerad i Viskan, i centrala Borås, med skulptören själv som modell. Det är en bronsbyst gjuten i Thailand och därefter fraktad till Borås, där den invigdes i augusti 2004. Den mäter 3,5 meter och sitter just där den gamla och nygrundade staden under 1600-talet hade en naturlig gräns mot väster, i en sakta ström av vatten, med ryggen mot den filmduksvita, fönsterlösa långsidan av biografen Röda Kvarn. En blivande buddha kallas bodhi vilket betyder upplyst på sanskrit. Ansiktet är vänt mot soluppgångens öster. Ögonen är slutna inåt (inte bort från) den gamla (stads)kärnan.
Med denna utomhusskulptur deltog Fredrik Wretman i Borås internationella skulpturbiennal 2008. 

## Bilder

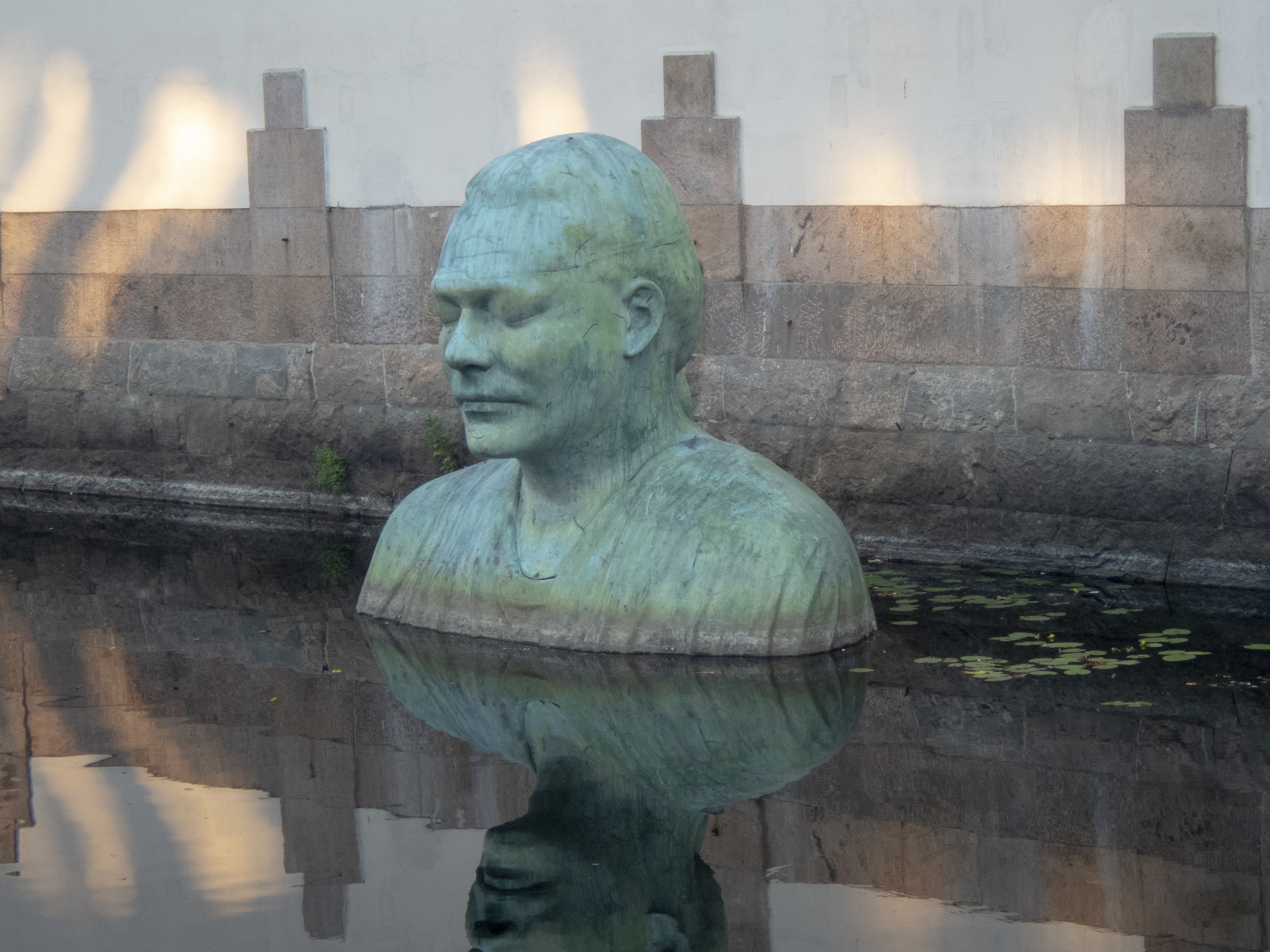
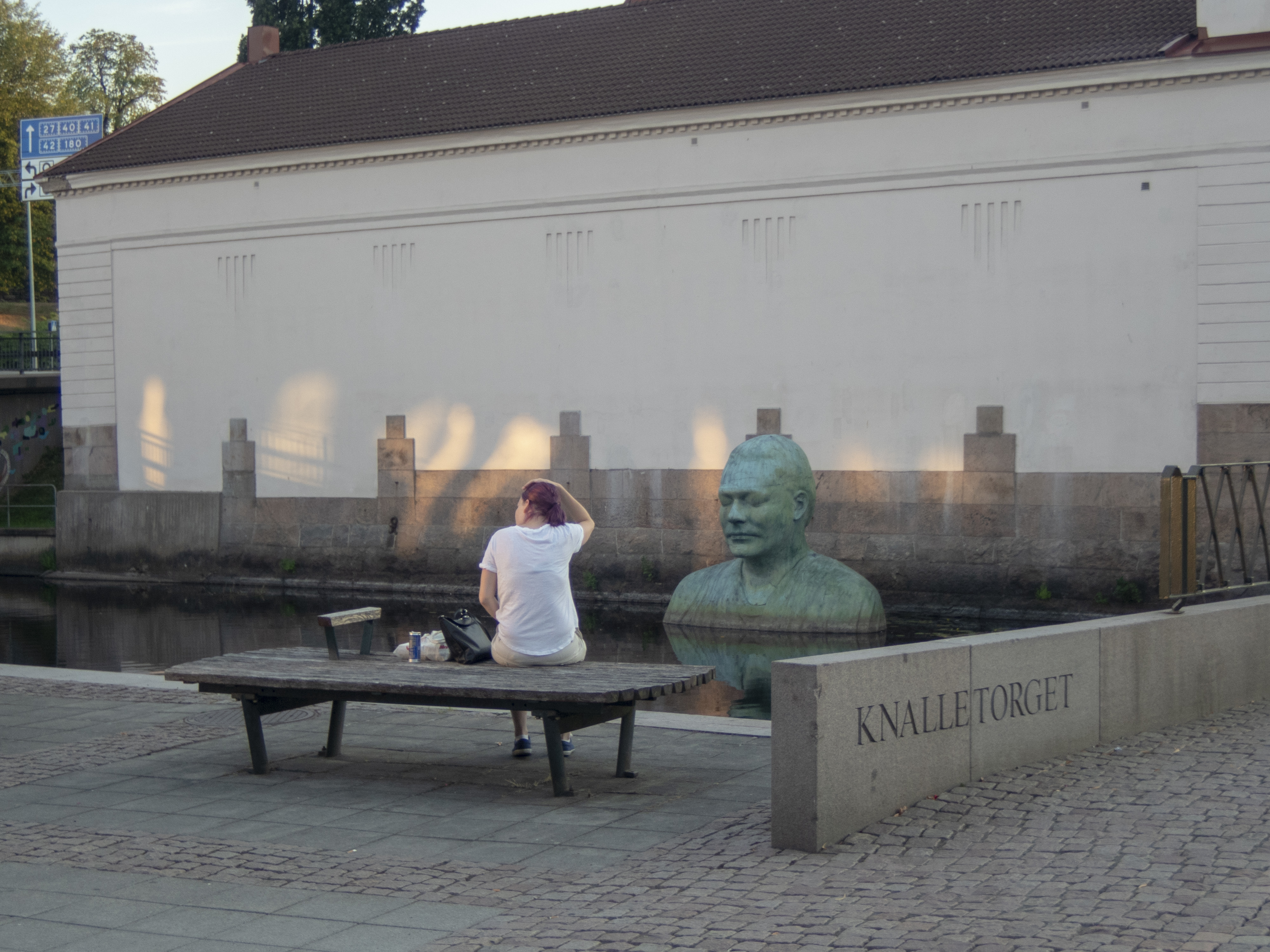
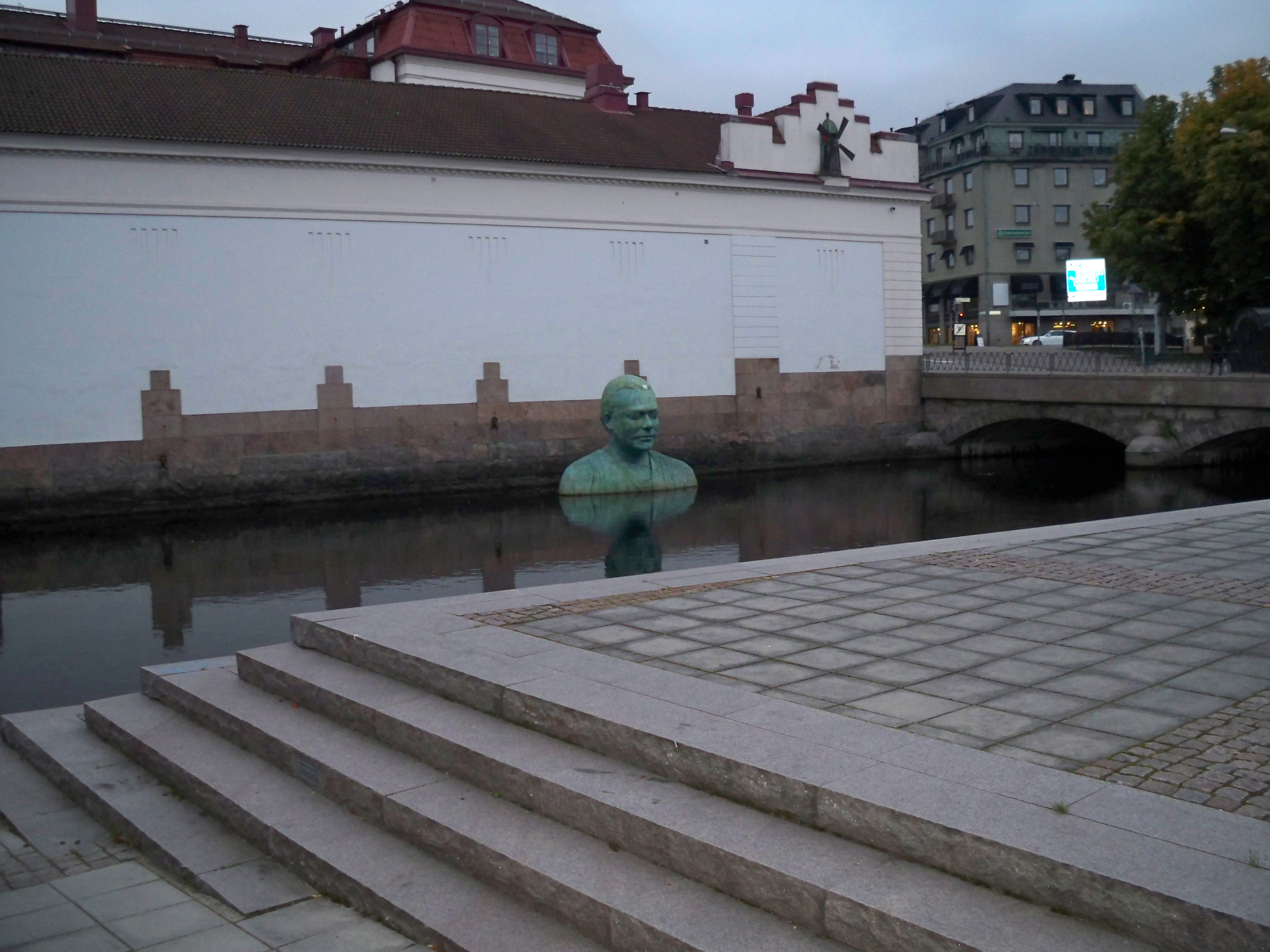